# 宮城県の廃止市町村一覧
宮城県の廃止市町村一覧（みやぎけんのはいししちょうそんいちらん）は、宮城県における市制・町村制施行（1889年4月1日）後に、市町村合併や他の自治体への統合などにより廃止された市町村の一覧である。このため単なる名称の変更は対象としない。
- 町村が「町制」・「市制」を施行し町・市となるケース
  - 「市町村」以外の表記名を変更しなかった自治体は一覧に含まれない。（例：多賀城町 → 多賀城市）
  - 町制・市制を施行した際に名称を変更した場合も一覧に含まれない。（例：十五浜村 → 雄勝町）
- 市町村が名称変更した場合は一覧に含まれない。
- 所属郡が変更になった場合は一覧に含まれない。
- 市町村合併で廃止した市町村のケース
  - 編入合併した場合の、存続市町村は廃止に当たらないので一覧に含まれない。
  - 編入合併した場合の、廃止した市町村は一覧に含まれる。
  - 新設合併した場合の、廃止した市町村は一覧に含まれる。
  - 新設合併した場合の、名称が残った市町村も一覧に含まれる。（例：旧・石巻市 → 新・石巻市）
- 政令市の廃止区は一覧に含まれない。
- 分割や分立をしたケース
  - 分割で廃止した市町村は一覧に含まれる。（例：大崎村 → 東大崎村、西大崎村に分割）
  - 分立で存続した市町村は一覧に含まれない。

## 1899年以前
- 玉造郡大崎村 （1896年4月1日）玉造郡東大崎村・西大崎村に分割のため
- 桃生郡深谷村 （1896年4月1日）桃生郡赤井村・大塩村・北村・須江村・広淵村に分割のため

## 1900年～1919年
この20年間に県内に廃止市町村なし

## 1920年～1929年
- 玉造郡温泉村 （1921年4月20日）玉造郡鳴子町・川渡村に分割のため
- 宮城郡原町 （1928年4月1日）仙台市に編入のため
- 名取郡長町 （1928年4月1日）仙台市に編入のため

## 1930年～1939年
- 名取郡西多賀村 （1932年10月1日）仙台市に編入のため

## 1940年～1949年
- 宮城郡岩切村 （1941年9月15日）仙台市に編入のため
- 宮城郡高砂村 （1941年9月15日）仙台市に編入のため
- 宮城郡七郷村 （1941年9月15日）仙台市に編入のため
- 名取郡中田村 （1941年9月15日）仙台市に編入のため
- 名取郡六郷村 （1941年9月15日）仙台市に編入のため
- 遠田郡（旧）涌谷町 （1948年12月1日）遠田郡涌谷町新設のため
- 遠田郡元涌谷村 （1948年12月1日）遠田郡涌谷町新設のため

## 1950年～1959年
- 宮城郡浦戸村 （1950年4月1日）塩竈市に編入のため
- 志田郡荒雄村 （1950年12月15日）志田郡古川町（即日市制、古川市）に編入のため
- 志田郡志田村 （1950年12月15日）志田郡古川町（即日市制、古川市）に編入のため
- 栗原郡宮沢村 （1950年12月15日）志田郡古川町（即日市制、古川市）に編入のため
- 栗原郡長岡村 （1950年12月16日）古川市に編入のため
- 遠田郡富永村 （1950年12月16日）古川市に編入のため
- 玉造郡東大崎村 （1950年12月16日）古川市に編入のため
- 本吉郡気仙沼町 （1953年6月1日）気仙沼市新設のため
- 本吉郡鹿折町 （1953年6月1日）気仙沼市新設のため
- 本吉郡松岩村 （1953年6月1日）気仙沼市新設のため
- 刈田郡白石町 （1954年4月1日）白石市新設のため
- 刈田郡大平村 （1954年4月1日）白石市新設のため
- 刈田郡大鷹沢村 （1954年4月1日）白石市新設のため
- 刈田郡越河村 （1954年4月1日）白石市新設のため
- 刈田郡斎川村 （1954年4月1日）白石市新設のため
- 刈田郡白川村 （1954年4月1日）白石市新設のため
- 刈田郡福岡村 （1954年4月1日）白石市新設のため
- 玉造郡（旧）岩出山町 （1954年4月1日）玉造郡岩出山町新設のため
- 玉造郡西大崎村 （1954年4月1日）玉造郡岩出山町新設のため
- 玉造郡一栗村 （1954年4月1日）玉造郡岩出山町新設のため
- 玉造郡真山村 （1954年4月1日）玉造郡岩出山町新設のため
- 玉造郡（旧）鳴子町 （1954年4月1日）玉造郡鳴子町新設のため
- 玉造郡川渡村 （1954年4月1日）玉造郡鳴子町新設のため
- 玉造郡鬼首村 （1954年4月1日）玉造郡鳴子町新設のため
- 遠田郡（旧）小牛田町 （1954年4月1日）遠田郡小牛田町新設のため
- 遠田郡不動堂町 （1954年4月1日）遠田郡小牛田町新設のため
- 遠田郡北浦村 （1954年4月1日）遠田郡小牛田町新設のため
- 遠田郡中埣村 （1954年4月1日）遠田郡小牛田町新設のため
- 遠田郡（旧）田尻町 （1954年5月3日）遠田郡田尻町新設のため
- 遠田郡大貫村 （1954年5月3日）遠田郡田尻町新設のため
- 遠田郡沼部村 （1954年5月3日）遠田郡田尻町新設のため
- 加美郡宮崎村 （1954年7月1日）加美郡宮崎町新設のため
- 加美郡賀美石村 （1954年7月1日）加美郡宮崎町新設のため
- 黒川郡大谷村 （1954年7月1日）黒川郡大郷村新設のため
- 黒川郡大松沢村 （1954年7月1日）黒川郡大郷村新設のため
- 黒川郡粕川村 （1954年7月1日）黒川郡大郷村新設のため
- 志田郡敷玉村 （1954年8月1日）古川市・遠田郡小牛田町に分割編入のため
- 加美郡（旧）中新田町 （1954年8月1日）加美郡中新田町新設のため
- 加美郡鳴瀬村 （1954年8月1日）加美郡中新田町新設のため
- 加美郡広原村 （1954年8月1日）加美郡中新田町新設のため
- 栗原郡（旧）築館町 （1954年8月10日）栗原郡築館町新設のため
- 栗原郡玉沢村 （1954年8月10日）栗原郡築館町新設のため
- 栗原郡富野村 （1954年8月10日）栗原郡築館町新設のため
- 栗原郡宮野村 （1954年8月10日）栗原郡築館町新設のため
- 伊具郡（旧）角田町 （1954年8月10日）伊具郡角田町新設のため
- 伊具郡北郷村 （1954年8月10日）伊具郡角田町新設のため
- 伊具郡桜村 （1954年8月10日）伊具郡角田町新設のため
- 伊具郡西根村 （1954年8月10日）伊具郡角田町新設のため
- 伊具郡東根村 （1954年8月10日）伊具郡角田町新設のため
- 伊具郡藤尾村 （1954年8月10日）伊具郡角田町新設のため
- 伊具郡枝野村 （1954年8月10日）伊具郡角田町新設のため
- 志田郡高倉村 （1954年8月10日）古川市に編入のため
- 栗原郡清滝村 （1954年8月10日）古川市に編入のため
- 本吉郡柳津町 （1954年11月3日）本吉郡津山町新設のため
- 本吉郡横山村 （1954年11月3日）本吉郡津山町新設のため
- 伊具郡（旧）丸森町 （1954年12月1日）伊具郡丸森町新設のため
- 伊具郡金山町 （1954年12月1日）伊具郡丸森町新設のため
- 伊具郡大内村 （1954年12月1日）伊具郡丸森町新設のため
- 伊具郡大張村 （1954年12月1日）伊具郡丸森町新設のため
- 伊具郡小斎村 （1954年12月1日）伊具郡丸森町新設のため
- 伊具郡耕野村 （1954年12月1日）伊具郡丸森町新設のため
- 伊具郡舘矢間村 （1954年12月1日）伊具郡丸森町新設のため
- 伊具郡筆甫村 （1954年12月1日）伊具郡丸森町新設のため
- 栗原郡（旧）若柳町 （1954年12月1日）栗原郡若柳町新設のため
- 栗原郡有賀村 （1954年12月1日）栗原郡若柳町新設のため
- 栗原郡大岡村 （1954年12月1日）栗原郡若柳町新設のため
- 栗原郡畑岡村 （1954年12月1日）栗原郡若柳町新設のため
- 栗原郡金成村 （1955年1月1日）栗原郡金成町新設のため
- 栗原郡沢辺村 （1955年1月1日）栗原郡金成町新設のため
- 栗原郡津久毛村 （1955年1月1日）栗原郡金成町新設のため
- 栗原郡萩野村 （1955年1月1日）栗原郡金成町新設のため
- 牡鹿郡蛇田村 （1955年1月1日）石巻市に編入のため
- 亘理郡（旧）亘理町 （1955年2月1日）亘理郡亘理町新設のため
- 亘理郡荒浜町 （1955年2月1日）亘理郡亘理町新設のため
- 亘理郡吉田村 （1955年2月1日）亘理郡亘理町新設のため
- 亘理郡逢隈村 （1955年2月1日）亘理郡亘理町新設のため
- 亘理郡山下村 （1955年2月1日）亘理郡山元町新設のため
- 亘理郡坂元村 （1955年2月1日）亘理郡山元町新設のため
- 宮城郡大沢村 （1955年2月1日）宮城郡宮城村新設のため
- 宮城郡広瀬村 （1955年2月1日）宮城郡宮城村新設のため
- 本吉郡（旧）志津川町 （1955年3月1日）本吉郡志津川町新設のため
- 本吉郡入谷村 （1955年3月1日）本吉郡志津川町新設のため
- 本吉郡戸倉村 （1955年3月1日）本吉郡志津川町新設のため
- 桃生郡飯野川町 （1955年3月21日）桃生郡河北町新設のため
- 桃生郡大川村 （1955年3月21日）桃生郡河北町新設のため
- 桃生郡大谷地村 （1955年3月21日）桃生郡河北町新設のため
- 桃生郡二俣村 （1955年3月21日）桃生郡河北町新設のため
- 桃生郡鹿又村 （1955年3月21日）桃生郡河南町新設のため
- 桃生郡北村 （1955年3月21日）桃生郡河南町新設のため
- 桃生郡須江村 （1955年3月21日）桃生郡河南町新設のため
- 桃生郡広淵村 （1955年3月21日）桃生郡河南町新設のため
- 桃生郡前谷地村 （1955年3月21日）桃生郡河南町新設のため
- 桃生郡桃生村 （1955年3月21日）桃生郡桃生町新設のため
- 桃生郡中津山村 （1955年3月21日）桃生郡桃生町新設のため
- 牡鹿郡鮎川町 （1955年3月26日）牡鹿郡牡鹿町新設のため
- 牡鹿郡大原村 （1955年3月26日）牡鹿郡牡鹿町新設のため
- 本吉郡津谷町 （1955年3月30日）本吉郡本吉町新設のため
- 本吉郡大谷村 （1955年3月30日）本吉郡本吉町新設のため
- 本吉郡小泉村 （1955年3月30日）本吉郡本吉町新設のため
- 桃生郡橋浦村 （1955年3月30日）桃生郡北上村新設のため
- 本吉郡十三浜村 （1955年3月30日）桃生郡北上村新設のため
- 志田郡（旧）松山町 （1955年3月31日）志田郡松山町新設のため
- 志田郡（旧）三本木町 （1955年3月31日）志田郡三本木町新設のため
- 志田郡下伊場野村 （1955年3月31日）志田郡三本木町・松山町新設のため
- 名取郡増田町 （1955年4月1日）名取郡名取町新設のため
- 名取郡閖上町 （1955年4月1日）名取郡名取町新設のため
- 名取郡下増田村 （1955年4月1日）名取郡名取町新設のため
- 名取郡高舘村 （1955年4月1日）名取郡名取町新設のため
- 名取郡館腰村 （1955年4月1日）名取郡名取町新設のため
- 名取郡愛島村 （1955年4月1日）名取郡名取町新設のため
- 名取郡（旧）岩沼町 （1955年4月1日）名取郡岩沼町新設のため
- 名取郡千貫村 （1955年4月1日）名取郡岩沼町新設のため
- 名取郡玉浦村（1955年4月1日）名取郡岩沼町新設のため
- 刈田郡円田村 （1955年4月1日）刈田郡蔵王町新設のため
- 刈田郡宮村 （1955年4月1日）刈田郡蔵王町新設のため
- 栗原郡栗駒村 （1955年4月1日）栗原郡栗駒町新設のため
- 栗原郡岩ヶ崎町 （1955年4月1日）栗原郡栗駒町新設のため
- 栗原郡尾松村 （1955年4月1日）栗原郡栗駒町新設のため
- 栗原郡鳥矢崎村 （1955年4月1日）栗原郡栗駒町新設のため
- 栗原郡文字村 （1955年4月1日）栗原郡栗駒町新設のため
- 栗原郡姫松村 （1955年4月1日）栗原郡栗駒町・一迫町新設のため
- 栗原郡（旧）一迫町 （1955年4月1日）栗原郡一迫町新設のため
- 栗原郡金田村 （1955年4月1日）栗原郡一迫町新設のため
- 栗原郡長崎村 （1955年4月1日）栗原郡一迫町新設のため
- 登米郡佐沼町 （1955年4月1日）登米郡迫町新設のため
- 登米郡北方村 （1955年4月1日）登米郡迫町新設のため
- 登米郡新田村 （1955年4月1日）登米郡迫町新設のため
- 本吉郡大島村 （1955年4月1日）気仙沼市に編入のため
- 本吉郡新月村 （1955年4月1日）気仙沼市に編入のため
- 本吉郡階上村 （1955年4月1日）気仙沼市に編入のため
- 宮城郡七北田村 （1955年4月10日）宮城郡泉村新設のため
- 宮城郡根白石村 （1955年4月10日）宮城郡泉村新設のため
- 牡鹿郡荻浜村 （1955年4月10日）石巻市に編入のため
- 黒川郡吉岡町 （1955年4月20日）黒川郡大和町新設のため
- 黒川郡落合村 （1955年4月20日）黒川郡大和町新設のため
- 黒川郡鶴巣村 （1955年4月20日）黒川郡大和町新設のため
- 黒川郡宮床村 （1955年4月20日）黒川郡大和町新設のため
- 黒川郡吉田村 （1955年4月20日）黒川郡大和町新設のため
- 柴田郡（旧）村田町 （1955年4月20日）柴田郡村田町新設のため
- 柴田郡沼辺村 （1955年4月20日）柴田郡村田町新設のため
- 柴田郡富岡村 （1955年4月20日）柴田郡川崎町・村田町新設のため
- 柴田郡（旧）川崎町 （1955年4月20日）柴田郡川崎町新設のため
- 桃生郡小野村 （1955年5月3日）桃生郡鳴瀬町新設のため
- 桃生郡野蒜村 （1955年5月3日）桃生郡鳴瀬町新設のため
- 桃生郡宮戸村 （1955年5月3日）桃生郡鳴瀬町新設のため
- 桃生郡（旧）矢本町 （1955年5月3日）桃生郡矢本町新設のため
- 桃生郡赤井村 （1955年5月3日）桃生郡矢本町新設のため
- 桃生郡大塩村 （1955年5月3日）桃生郡矢本町新設のため
- 遠田郡（旧）涌谷町 （1955年7月15日）遠田郡涌谷町新設のため
- 遠田郡箆岳村 （1955年7月15日）遠田郡涌谷町新設のため
- 名取郡生出村 （1956年4月1日）仙台市に編入のため
- 柴田郡槻木町 （1956年4月1日）柴田郡柴田町新設のため
- 柴田郡船岡町 （1956年4月1日）柴田郡柴田町新設のため
- 登米郡石森町 （1956年4月1日）登米郡中田町新設のため
- 登米郡浅水村 （1956年4月1日）登米郡中田町新設のため
- 登米郡上沼村 （1956年4月1日）登米郡中田町新設のため
- 登米郡宝江村 （1956年4月1日）登米郡中田町新設のため
- 柴田郡（旧）大河原町 （1956年9月30日）柴田郡大河原町新設のため
- 柴田郡金ヶ瀬村 （1956年9月30日）柴田郡大河原町新設のため
- 登米郡錦織村 （1956年9月30日）登米郡日高村新設のため
- 登米郡米川村 （1956年9月30日）登米郡日高村新設のため
- 刈田郡小原村 （1957年3月31日）白石市に編入のため
- 登米郡米谷町 （1957年5月1日）登米郡東和町新設のため
- 登米郡日高村 （1957年5月1日）登米郡東和町新設のため
- 登米郡米山村 （1957年12月25日）登米郡米山町新設のため
- 登米郡吉田村 （1957年12月25日）登米郡米山町新設のため
- 牡鹿郡渡波町 （1959年5月15日）石巻市・牡鹿郡稲井村に分割編入のため

## 1960年～1969年
- 牡鹿郡稲井町 （1967年3月23日）石巻市に編入のため

## 1970年～1979年
この10年間に県内に廃止市町村なし

## 1980年～1989年
- 宮城郡宮城町 （1987年11月1日）仙台市に編入のため
- 泉市 （1988年3月1日）仙台市に編入のため
- 名取郡秋保町 （1988年3月1日）仙台市に編入のため

## 1990年～1999年
この10年間に県内に廃止市町村なし

## 2000年～2009年
- 加美郡小野田町 （2003年4月1日）加美郡加美町新設のため
- 加美郡中新田町 （2003年4月1日）加美郡加美町新設のため
- 加美郡宮崎町 （2003年4月1日）加美郡加美町新設のため
- 栗原郡一迫町 （2005年4月1日）栗原市新設のため
- 栗原郡鶯沢町 （2005年4月1日）栗原市新設のため
- 栗原郡金成町 （2005年4月1日）栗原市新設のため
- 栗原郡栗駒町 （2005年4月1日）栗原市新設のため
- 栗原郡志波姫町 （2005年4月1日）栗原市新設のため
- 栗原郡瀬峰町 （2005年4月1日）栗原市新設のため
- 栗原郡高清水町 （2005年4月1日）栗原市新設のため
- 栗原郡築館町 （2005年4月1日）栗原市新設のため
- 栗原郡若柳町 （2005年4月1日）栗原市新設のため
- 栗原郡花山村 （2005年4月1日）栗原市新設のため
- 登米郡登米町 （2005年4月1日）登米市新設のため
- 登米郡東和町 （2005年4月1日）登米市新設のため
- 登米郡豊里町 （2005年4月1日）登米市新設のため
- 登米郡中田町 （2005年4月1日）登米市新設のため
- 登米郡石越町 （2005年4月1日）登米市新設のため
- 登米郡迫町 （2005年4月1日）登米市新設のため
- 登米郡南方町 （2005年4月1日）登米市新設のため
- 登米郡米山町 （2005年4月1日）登米市新設のため
- 本吉郡津山町 （2005年4月1日）登米市新設のため
- 旧・石巻市 （2005年4月1日）石巻市新設のため
- 牡鹿郡牡鹿町 （2005年4月1日）石巻市新設のため
- 桃生郡雄勝町 （2005年4月1日）石巻市新設のため
- 桃生郡河北町 （2005年4月1日）石巻市新設のため
- 桃生郡河南町 （2005年4月1日）石巻市新設のため
- 桃生郡北上町 （2005年4月1日）石巻市新設のため
- 桃生郡桃生町 （2005年4月1日）石巻市新設のため
- 桃生郡鳴瀬町 （2005年4月1日）東松島市新設のため
- 桃生郡矢本町 （2005年4月1日）東松島市新設のため
- 本吉郡志津川町 （2005年10月1日）本吉郡南三陸町新設のため
- 本吉郡歌津町 （2005年10月1日）本吉郡南三陸町新設のため
- 遠田郡小牛田町 （2006年1月1日）遠田郡美里町新設のため
- 遠田郡南郷町 （2006年1月1日）遠田郡美里町新設のため
- 古川市 （2006年3月31日）大崎市新設のため
- 志田郡鹿島台町 （2006年3月31日）大崎市新設のため
- 志田郡三本木町 （2006年3月31日）大崎市新設のため
- 志田郡松山町 （2006年3月31日）大崎市新設のため
- 玉造郡岩出山町 （2006年3月31日）大崎市新設のため
- 玉造郡鳴子町 （2006年3月31日）大崎市新設のため
- 遠田郡田尻町 （2006年3月31日）大崎市新設のため
- 旧・気仙沼市 （2006年3月31日）気仙沼市新設のため
- 本吉郡唐桑町 （2006年3月31日）気仙沼市新設のため
- 本吉郡本吉町 （2009年9月1日）気仙沼市に編入のため